# Geothermieheizkraftwerk Braunau-Simbach
Das Geothermiekraftwerk Braunau-Simbach im bayrischen Simbach am Inn ist ein hydrothermales geothermisches Heizkraftwerk. Die untertägigen Teile der Anlage befinden sich teilweise unter dem österreichischen Braunau am Inn. Betreiber ist die E.ON Bayern.

## Geschichte
Im Jahr 1996 entstanden in grenzüberschreitender Zusammenarbeit der deutschen Stadt Simbach am Inn, der österreichischen Stadt Braunau am Inn und des Landkreises Rottal-Inn Planungen für ein geothermisches Fernheizwerk. Dazu wurden 1997 zwei Projektgesellschaften gegründet. Die ersten Bohrungen erfolgten 1999. Mit dem Bau des Fernwärmenetzes und der zugehörigen Heizzentrale wurde 2001 begonnen. Der Probebetrieb erfolgte ab Anfang 2001. Im Herbst 2001 wurde die Anlage schließlich fertiggestellt und in Betrieb genommen. Erst 2005 wurde das Fernwärmenetz fertiggestellt. Im Jahr 2009 wurde die Anlage im Rahmen eines europaweiten Forschungsprojekts durch eine Turbine des italienischen Herstellers Turboden erweitert, die nach dem Organic-Rankine-Cycle-Verfahren (ORC) arbeitet.

## Technik
Die Anlage liegt im bayrischen Molassebecken. Um das geothermische Potential am Standort nutzbar zu machen, wurden eine Förderbohrung (1900 m tief) und eine Reinjektionsbohrung (1850 m tief) bis in eine Malmkarst-Schicht erstellt. Um eine hydraulische und thermische Entkopplung von Förder- und Reinjektionsbohrung zu ermöglichen, erfolgten die Bohrungen nicht parallel zueinander: Während die Bohrungen an der Erdoberfläche einen Abstand von 15,5 m haben, erhöht sich dieser Abstand untertägig bis auf 2050 m. Dazu wurde die Förderbohrung um 66 Grad abgelenkt. Die Förderbohrung führt unter dem Inn hindurch und das Ende der Förderbohrung liegt auf österreichischer Seite unter der Stadt Braunau.
Mittels der Förderborung wird Thermalwasser mit einer Temperatur von 80 °C und einem Volumenstrom von 74 l/s (=266 m³/h) gefördert. Die Wärme des Thermalwassers wird genutzt, anschließend wird das Wasser durch die Reinjektionsbohrung wieder in den Untergrund gepumpt. Durch das Thermalwasser kann eine geothermische Leistung von 7 Megawatt bereitgestellt werden. Das Fernwärmenetz hat eine Länge von 35 km und versorgt 750 Gebäude mit insgesamt etwa 5000 bis 6000 Haushalten. Die Anschlussleistung des Fernwärmenetzes beträgt 40 MW.
Neben der Bereitstellung von Fernwärme wird diese Wärme auch zum Antrieb der ORC-Turbine mit einer elektrischen Leistung von 200 kW genutzt.

## Umwelt
Laut Angaben der Projektgesellschaft bzw. des Betreibers werden jährlich 10.700 bis 16.000 Tonnen Kohlendioxid-Emissionen sowie 7 Tonnen Schwefeldioxid- und Stickoxid-Emissionen vermieden. Nach Berechnungen des Klima-Bündnisses entspricht dies einer jährlichen Erdöleinsparung von acht Millionen Liter Erdöl.